# لجنة الأثمار الحمضية يافا

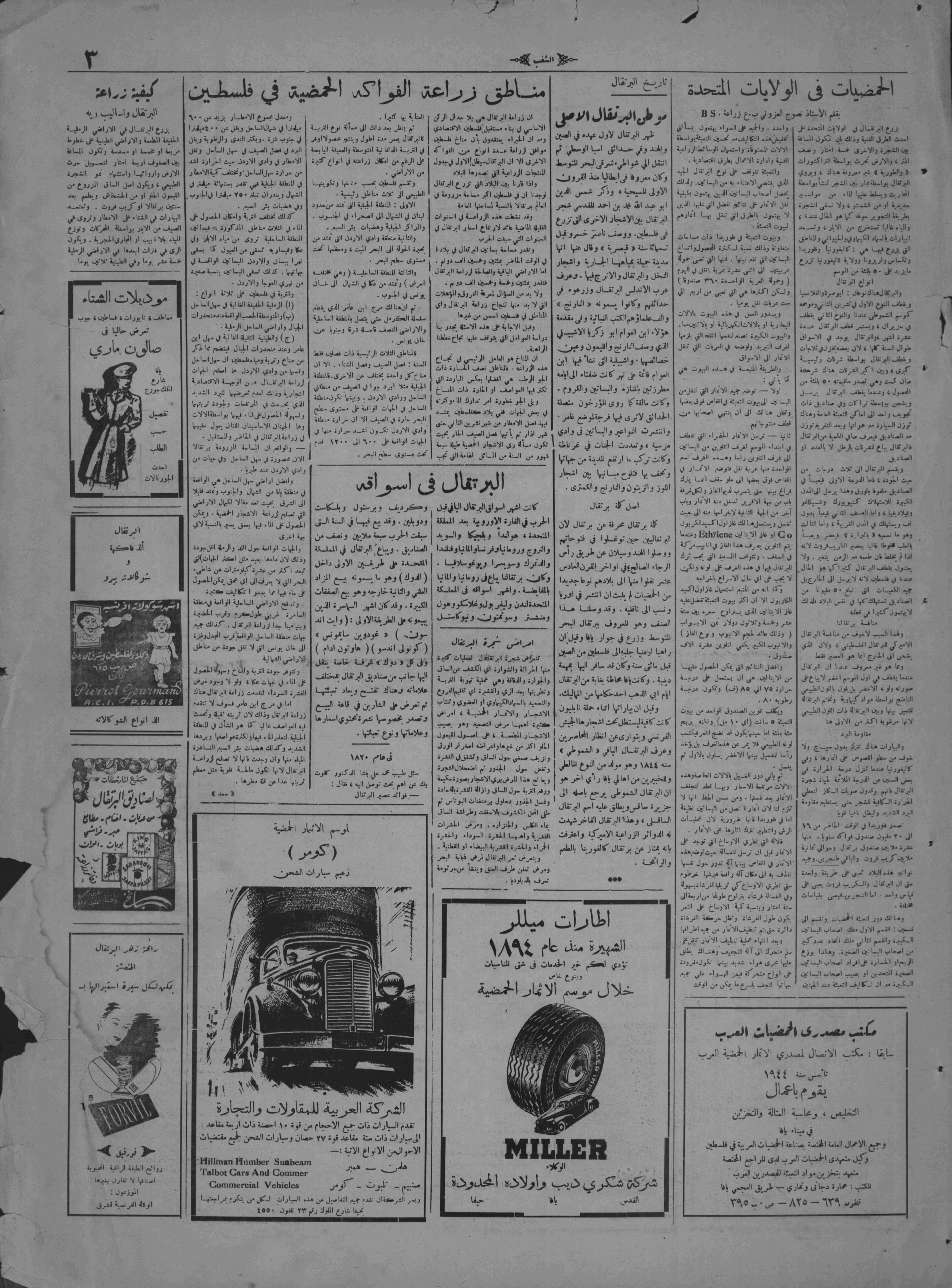
خبر عن لجنة الاثمار الحمضية في صحيفة الشعب السبت, تشرين الثاني 08, 1947

لجنة الأثمار الحمضية يافا أشتهرت يافا في تصدير الحمضيات، وبشكل خاص في تصدير البرتقال ومن أهما البرتقال الشموطي اليافاوي، حيث ارتبط اسمه بمدينة يافا. صدرت غالبية الحمضيات من فلسطين، من ميناء يافا وتحت اسمها يافا، وما زال حتى اليوم هو الشعار للصادرات الإسرائيلية من الحمضيات Jaffa.
جاء في كتاب «قصة حياتي في فلسطين والكويت لخير الدين أبو الجبين» عن زيارته لمدينة يافا، مكث فيها فتره من الزمن، عند أخوة أمه، ويكتب عن زيارة ملك السويد لفلسطين سنة 1934 الذي حل ضيفا في قصر خاله –زهدي أبو الجبن، الذي كان من كبار تجار الحمضيات قبل النكبة، مما يدل على أهمية مدينة يافا وتجارة الحمضيات في ذلك الوقت. يصف في كتابة كل ما يتعلق بالبرتقال من البيارة حتى الباخرة. وأسماء تجار الحمضيات وكل ما يتعلق بتصدير الكميات الكبيرة من الحمضيات التي صدرت عن طريق ميناء يافا وقد وصلت 22 مليون صندوق في السنة. بسعر 12-20 شيلينغ للصندوق في ذلك الوقت، ويضيف بان للحاج نمر النابلسي كانت بيارة مساحتها ألف دونم. كما وانه يذكر أصناف الحمضيات التي كانت في يافا في ذلك الوقت وهي البرتقال اليافاوي، برتقال أبو سره، برتقال فلنسيا، برتقال دم الزغلول، الكباد، البومي، الجريب فروت، الكلمنتينا والمندلينا ويوسف أفندي، الليمون الحلو، الليمون الحامض، الخشخاش والبرتقال الصغير الذي يؤكل مع قشرته.
كان الجنيه الفلسطيني يساوي بقيمته، الجنيه الإسترليني البريطاني وكانت قيمته أكثر من ليرة ذهبية، أطلق بعض الناس اسم «شيلينغ» على القطعة النقدية بقيمة 50 ملا، يقسم الجنيه إلى 1000 ملا.

## كيفية زراعة البرتقال وأساليب ريّه
يزرع البرتقال في الأراضي الرملية الخفيفة المطعمة والأراضي الطينية على خطوط مريمة أو مخمية أو مسلسلة وتكون المسافة بين الصفوف أربعة أمتار لتسهيل حرث الأرض وارواثها واستتمام نمو الشجرة الطبيعي، ويكون أصل الساق المزروع من الليمون الحلو أو من الخشخاش ويطعم بعد سنتين برتقالا أو كريب فروت. وتعتمد البيارات في الشتاء على الأمطار وتروى في الصيف من الآبار بواسطة المحركات وتوزع المياه بالأنابيب أو المجاري الحجرية. ويكون الري في الفترات أبعدها في الأراضي الرملية خمسة عشر يوما وفي الطينية ثلاثين يوما.